# Joachim Bohui Dali
Joachim Bohui Dali est un poète et philosophe ivoirien né en 1953 à Lakota au Sud-ouest de la Côte d’Ivoire et mort en 1993. Considéré comme l’un des disciples les plus doués de Bernard Zadi Zaourou, mentor des poètes néo-oralistes ivoiriens, Bohui Dali laisse à la postérité deux œuvres poétiques d’une grande densité stylistique : Maiéto pour Zékia, parue aux Éditions Ceda, Abidjan, en 1988 et  Kostas Georgiu ou la Chanson du péril mercenaire, publiée aux Nouvelles Éditions du Sénégal en 1991.

## La guerre des femmes revisitée
Maiéto pour Zékia reprend à son compte le mythe Bété et Dida de la Guerre des femmes. Selon ce récit, les hommes et les femmes vivaient, jadis, en deux communautés séparées. Les femmes, dirigées par une guerrière intrépide, Maïé Trokpé, entrèrent en guerre contre la communauté mâle, le jour où les hommes  assassinèrent Zikéï, mâle unique vivant au sein de la cité des femmes et partageant, avec elles, leur vie d’éternelle chasteté.
S’engagea alors une guerre qui vit la victoire militaire des hommes conduits par Gnali Zâgo, leur chef. Mais cet antique conflit sera éternel, les femmes en ayant ainsi décidé : « Les hommes nous ont vaincu par la force de leurs arcs et de leur sagaies, nous triompherons d’eux par la force de l’amour et  du désir ».
Elles inventeront, pour ce faire la polygamie, stratégie militaire par laquelle les femmes entendent venir à bout des hommes en les épuisant à force d’étreintes voluptueuses.
Mais il existe désormais une version académique de ce mythe, vulgarisée par Bernard Zadi Zaourou, dans son œuvre dramatique La guerre des femmes.
Selon cette version  : à l’origine des temps, hommes et femmes vivaient en communautés séparées. Les  aventures d’un chasseur mâle, égaré à la tâche, permettront  aux femmes  de découvrir l’homme.  De là éclatera une farouche guerre à l’issue de laquelle triompheront les femmes, menées par la redoutable Mahié. 
Mais en observant attentivement les stratégies de la race des femmes, les hommes découvriront que la  force de guerre de celles-ci est liée à la présence d’un mâle en leur sein : Zouzou. Soupçonné de trahison par Mahié, Zouzou sera exécuté, ce qui ne manquera de susciter la rébellion des femmes contre Mahié…

## Socialisation du mythe
De ce matériau originel, Bohui  construit un texte au long cours où l’antique conflit se fait allégorie des antagonismes sociaux : Gnali Zâgo, chef de la cité mâle, devient  figure du pouvoir contre lequel s’insurgent les opprimés. Sous la houlette de Maié, les dominés - d’un bout à l’autre du pays/continent – mènent bataille pour l’avènement d’un jour neuf. L’accent martial des échanges n’est chez Bohui que fruit de la « haine amoureuse », oxymore centrale en laquelle s’opère l’antagonisme salvateur.'

## Poésie oraculaire
Violence mais aussi réconciliation et pardon dans les lignes du Kostas Goergiu, deuxième œuvre de Bohui Dali, dont les pages annoncent  la chute de l’apartheid en Afrique du Sud. Si les événements de Johannesbourg surprennent plus un observateur, l’oracle poétique, lui, n’a nulle raison de s’émouvoir. Les pages du Kostas Goergiu rendent compte, –  avant la lettre –  de la réconciliation entre blancs et noirs d’Afrique du Sud. Ce qui vaut alors à  Bohui Dali l’appellation de « Démiurge à la vision prophétique ».

## L'homme politique
Sur le plan politique, Bohui Dali fut militant du Front populaire ivoirien (FPI). Membre actif de la cellule universitaire de ce parti, il a collaboré à Les Cahiers du Nouvel Esprit, revue de réflexion du FPI et a signé, à ce titre, plusieurs articles dont L’État obscène par lequel le militant Bohui entendait dénoncer l’arrestation de Laurent Gbagbo - alors chef de l’opposition - incarcéré en 1992, à la suite d'une marche de protestation violemment réprimée par le pouvoir en place.

## Bohui, par le vers
Faute de joie

Laissons éclater la rage

Courons plus vite que les balles des fusils

Au milieu des éperviers se lamente une grive blessée

(...)

O Zékia

C’est cette même folie d’aimer

qui nous tiraille

(Maïéto pour Zékia)
Nos épouses habillées comme

Des héroïnes

Se mirent à chavirer

Elles étaient incendiaires-fruit de liane-

Et venimeuses

Nous bûmes de l’Amour

Nous sacrifiâmes les rites des reins pour

Adorer un dieu tutélaire

(Kostas Georgiu)